# 风箱果
风箱果（学名：Physocarpus amurensis）为蔷薇科风箱果属下的一个种。